# Lucky Peterson
Lucky Peterson, rodným jménem Judge Kenneth Peterson (13. prosince 1964 Buffalo – 17. května 2020 Dallas) byl americký zpěvák, kytarista a hráč na klávesové nástroje. Hudbě se věnoval již od dětství, neboť jeho otec – sám bluesový hudebník – vlastnil klub The Governor's Inn v Buffalu. Sám mladý Peterson v klubu již od dětství vystupoval a když mu bylo pět let, objevil jej zde Willie Dixon. Za jeho pomoci v roce 1969, ve věku pěti let, Peterson vydal své debutové album. V té době rovněž vystoupil v řadě televizních pořadů. Později vydal mnoho dalších alb.